# Рада міністрів внутрішніх справ держав-учасниць СНД
Рада міністрів внутрішніх справ держав — учасниць СНД (РМВС СНД) (рос. Совет министров внутренних дел государств — участников СНГ) — орган галузевого співробітництва Співдружності Незалежних Держав з питань, що входять до компетенції органів внутрішніх справ.

## Склад
Членами РМВС СНД є глави міністерств внутрішніх справ, а також інших органів держав-учасниць, які виконують аналогічні функції органів виконавчої влади.
Станом на серпень 2021 року до складу Ради входять:
| Держава      | Представник                                                 | Посада                                         |
| ------------ | ----------------------------------------------------------- | ---------------------------------------------- |
| Азербайджан  | Вілаят Ейвазов, генерал-полковник поліції                   | Міністр внутрішніх справ Азербайджану          |
| Білорусь     | Іван Кубраков, генерал-лейтенант міліції                    | Міністр внутрішніх справ Білорусі              |
| Вірменія     | Вазі Казарян, генерал-майор поліції                         | Начальник поліції Вірменії                     |
| Казахстан    | Ерлан Тургумбаєв, генерал-лейтенант поліції                 | Міністр внутрішніх справ Казахстану            |
| Киргизстан   | Улан Ніязбеков, генерал-майор міліції                       | Міністр внутрішніх справ Киргизької Республіки |
| Молдова      | Анна Ревенко                                                | Міністр внутрішніх справ Молдови               |
| Росія        | Володимир Колокольцев, генерал поліції Російської Федерації | Міністр внутрішніх справ Росії                 |
| Таджикистан  | Рамазон Рахімзода, генерал-полковник міліції                | Міністр внутрішніх справ Таджикистану          |
| Туркменістан | Овездурди Ходжніязов, полковник поліції                     | Міністр внутрішніх справ Туркменії             |
| Узбекистан   | Пулат Бободжонов, генерал-лейтенант                         | Міністр внутрішніх справ Узбекистану           |

## Голова

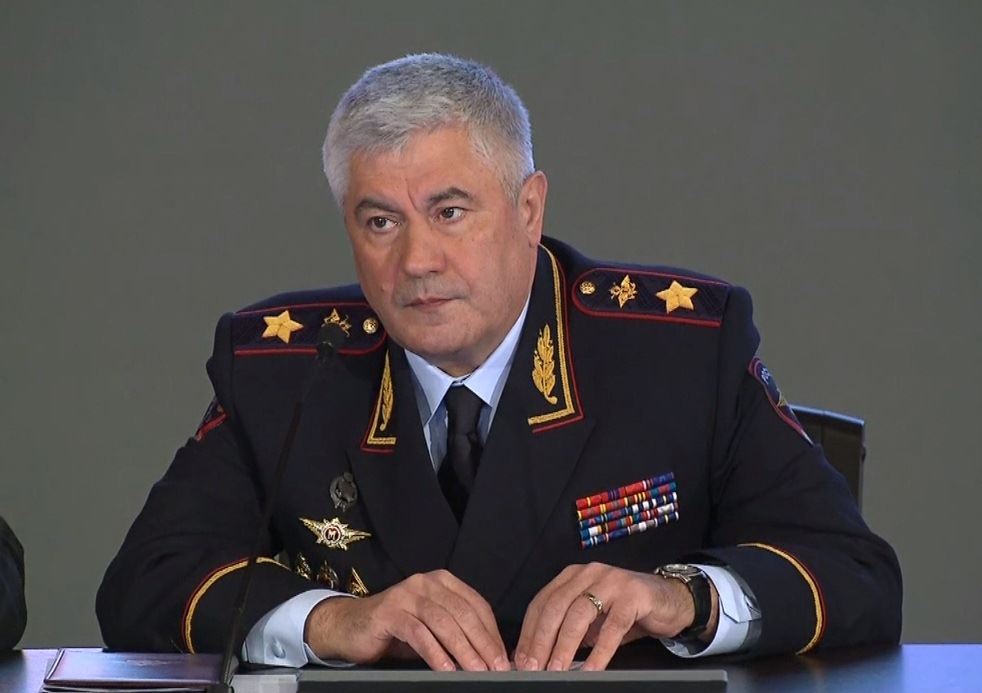
6 вересня 2016 року повноваження Голови РМВС СНД виконував міністр внутрішніх справ Російської Федерації Владимир Колокольцев

Головує на засіданні РМВС міністр внутрішніх справ держави, на території якого відбувається засідання, він є головою РМВС до наступного чергового засідання. У разі тимчасової відсутності Голови його обов'язки покладаються на одного зі співголів, функції яких виконують голова попереднього та наступного засідання Ради.